# Condofuri
Condofuri (im graecokalabrischen Dialekt: Kontofyria) ist eine süditalienische Gemeinde (comune) mit 4550 Einwohnern (Stand 31. Dezember 2023) in der Metropolitanstadt Reggio Calabria in Kalabrien. Die Gemeinde liegt etwa 22 Kilometer südöstlich von Reggio Calabria am Parco nazionale dell'Aspromonte. Die Gemeinde liegt direkt an der Mittelmeerküste.

## Verkehr
An der Mittelmeerküste entlang verläuft die Strada Statale 106 Jonica (zugleich Europastraße 90) von Reggio di Calabria nach Tarent.